# Nicolas Petreius
Pour les articles homonymes, voir Petreius.
Nicolas Petreius est un historien danois du XVIe siècle.

## Parcours
On a de lui un ouvrage ayant pour titre : Cimbrorum et Gothorum origines, migrationes, bella, atque colonie : libris duobus, de Nicolaus Petreius, Niels Pedersen, inc Research Publications, Johann Melchior Lieben, collaborateur Johann Melchior Lieben, publié par ex officina Johann Melchior Lieben, Leipzig, 1695, in-8°), dans lequel il s'efforce de prouver que l'histoire du Danemark remonte à l'arche de Noé. Pour ce faire, il s'appuie sur des vestiges et des monuments trouvés sur l'île de Gothland.

## Sources
- Reverso Gothland
- NuttallEncyclopaedia Gothland